# Pteris cadieri
Pteris cadieri är en kantbräkenväxtart som beskrevs av Christ. Pteris cadieri ingår i släktet Pteris och familjen Pteridaceae. Utöver nominatformen finns också underarten P. c. hainanensis.